# Shawn Slovo
Shawn Slovo, née en 1950 est une scénariste sud-africaine, connue notamment pour le film Un monde à Part, dont l'histoire est basée sur son enfance en Afrique du Sud sous l'apartheid.

## Biographie
Née en 1950, elle est la fille d'un avocat, dirigeant du Parti communiste sud-africain, Joe Slovo, et de Ruth First, fille du trésorier du Parti communiste sud-africain (South African Communist Party ou SACP). Alors qu'elle a 13 ans, en 1963, son père, surveillé de plus en plus, plonge dans la clandestinité, pour ne pas être emprisonné comme Nelson Mandela, puis quitte le pays. En mars 1964, elle accompagne sa mère qui s'installe en Angleterre.
À la fin des années 1970, elle est l'assistante de Robert De Niro, notamment lorsqu'il joue dans les films Raging Bull et La valse des pantins. Elle écrit également le scénario de Muhammad Ali's Greatest Fight. En 1978, sa mère, Ruth First, gagne le Mozambique en 1978, travaillant à l'université Eduardo Mondlane et participant aussi à la lutte de l'ANC : elle meurt assassinée en 1982, par un colis piégé. À la fin des années 1980 et début des années 1990, son père joue un rôle déterminant dans la transition pacifique de l'Afrique du Sud vers un régime démocratique et multiracial. Revenu en 1992 à Johannesburg, il devient un des ministres de Nelson Mandela mais meurt en 1995 d'un cancer.
En 1988, Shawn Slovo écrit le scénario du film Un Monde à Part [A World Apart], réalisé par Chris Menges, et dont l'histoire est basée sur sa propre enfance en Afrique du Sud sous l'apartheid. Le film, produit par Working Title, remporte le Grand prix du Festival de Cannes, le Prix du jury œcuménique ainsi que le Prix d'interprétation féminine au Festival de Cannes 1988. Shawn Slovo remporte plus spécifiquement le BAFTA Award 1988 du meilleur scénario.
Elle poursuit l'écriture d'autres scénarios par la suite, aussi bien au Royaume-Uni qu'aux États-Unis, travaillant avec des réalisateurs comme Shekhar Kapur, Roger Michell, Michael Mann, Agnieszka Holland, Mike Newell, etc..
Elle écrit en 2001 le scénario du film  Capitaine Corelli réalisé par John Madden, avec  Penélope Cruz, Nicolas Cage, et John Hurt,,. Puis en 2006, elle est l'auteur du scénario pour le film Au nom de la liberté (qui est  de nouveau un film historique sur l'apartheid). 
Elle vit  à Londres. Sa sœur Gillian Slovo est aussi une femme de lettres, et sa sœur Robyn Slovo est productrice.